# Araguaiana
Araguaiana – miasto i gmina w Brazylii, w stanie Mato Grosso.